# Toni Bruk
Toni Bruk (* 11. September 1947 in Kubschütz; † 17. Dezember 2020) war ein sorbischer Filmregisseur und Filmproduzent.

## Leben und Werk
Toni Bruk studierte Literaturwissenschaft an der Universität Leipzig und der Prager Karls-Universität. 1980 wurde er Leiter der neugegründeten Produktionsgruppe Sorbischer Film (Serbska filmowa skupina) bei der DEFA. Die am DEFA-Studio für Trickfilme in Dresden angesiedelte Gruppe realisierte pro Jahr zwei bis drei Kurzfilme, die sich mit sorbischer Geschichte und Kultur auseinandersetzten und in deutscher sowie sorbischer Sprache gedreht wurden. Bruk schuf unter anderem Porträtfilme über Maria Grollmuß und Mina Witkojc. Nach der Wende wurde Bruk Leiter des Sorabia-Film-Studios mit Sitz in Bautzen, das lange Zeit unter anderem das niedersorbische Fernsehmagazin Łužyca produzierte.
Aufgrund seines Engagements für das sorbische Filmschaffen wird Bruk auch als Nestor des sorbischen Films bezeichnet. Seinen letzten öffentlichen Auftritt hatte Bruk kurz vor seinem Tod in der RBB-Dokumentation Sorben ins Kino! von Knut Elstermann. Er starb im Dezember 2020 im Alter von 73 Jahren an den Folgen einer SARS-CoV-2-Infektion.

## Filmografie (Auswahl)
- 1980: Witajće k nam ! / Herzlich Willkommen ! - Eindrücke vom V. Festival der sorbischen Kultur 1980 (Dokumentarfilm)
- 1981: Běše jedyn z nas / Von einem unbeugsamen Leben - In Memoriam Kurt Krenz 1907-1978 (Dokumentarfilm)
- 1981: Njepřetrachu jenož wobrazy / Es blieben nicht nur Bilder (Dokumentarfilm)
- 1982: Serbscy ludowi hercy - Gerc zagrajo, tawzynt bol zažyjo / Sorbische Volksmusikanten - Der Musikant spielt auf, tausend Schmerzen heilen (Dokumentarfilm)
- 1983: Korjenje zeznawanja / Wenn die Spuren sichtbar werden (Dokumentarfilm)
- 1984: Wopyt / Unruhe (Dokumentarfilm)
- 1984/85: Gaž wětšyk dujo … / Und auf steht die Wahrheit (Dokumentarfilm)
- 1985: Listy / Briefe – In Gedenken an Dr. Maria Grollmuss (Dokumentarfilm)
- 1985: Zornowc / Granit (Dokumentarfilm)
- 1985/86: Wuj Měrćin - Moler / Vom Maler mit dem Lindenblatt (Dokumentarfilm)
- 1986: Stara fotografija / Das alte Foto (Dokumentarfilm)
- 1987: Zetkanje / Die Begegnung (Dokumentarfilm)
- 1987: Ante Trstenjak: Triptychon (Dokumentarfilm)
- 1987: Mosty - Woglědy mimo Protokola / Brücken - Besuche ohne Protokoll  (Dokumentarfilm)
- 1989: Sokoł – P.S. Ke kapitlej našich stawiznow / Sokoł – P.S. Zu einem Kapitel unserer Geschichte (Dokumentarfilm)
- 1989: Łužiscy Serbja - Narodna mjeńšina w NDR / Die Sorben - Nationale Minderheiten in der DDR (Dokumentarfilm)
- 2002: Drei Ringe (Spielfilm)